# Henricus Petri Moræus
Henricus Petri Moræus, född 1630 i Mora, död 10 januari 1691 i Västerås, var en svensk präst och riksdagsman.

## Biografi
Henricus Petri Moræus var son till Petrus Jonæ Helsingius och en dotter till Henricus Johannis Swedwiensis. År 1647 började han studera och tog kandidatexamen innan han 1657 blev präst och då hamnade i Falun skola. På grund av att han dömdes i ett lägersmål begav han sig till Tyskland där han studerade vid flera universitet, och disputerade vid hemkomsten 1657 med Themata quædam philosophica in Academia Upsaliensi för Olaus Unonius. Skandalen gjorde att han inte fick plats vid något läroverk, och blev i stället nådårspräst samt vice pastor i Munktorps socken. Pastoratet där fick han sedermera genom änkedrottningens ingripande, i strid mot prästerskapets vilja. 1667 blev han kontraktsprost. 1676 promoverades han slutligen till magister, en titel han fått kämpa för. Han blev 1680 utnämnd av kungen till domprost i Västerås stift, där han kvarblev i  de återstående elva åren av sitt liv.
1678 och 1686 var han riksdagsman.
Han var först gift med Cecilia Rudbeck, ett av Johannes Rudbeckius många barn, och de fick en dotter innan de skildes. Han gifte då om sig med en dotter till Petrus Johannis Schottenius. Deras barn verkade utanför prästeståndet.